# Red, White & You
Red, White & You é uma canção do cantor norte-americano e vocalista da banda Aerosmith, Steven Tyler. Foi lançado como segundo single de seu primeiro álbum solo de estúdio, We're All Somebody from Somewhere, no dia 22 de janeiro de 2016. Foi escrita por Tyler em parceria com Levi Hummon, Jonathan Vella e Nathan Lamar, e gravada em Nashville, Tennessee. Assim como em seu antecessor, "Love Is Your Name", a banda de apoio é a Loving Mary e o produtor foi Dann Huff.

## História
Continuando com a promoção de seu primeiro álbum solo country, Steven Tyler juntou-se a outros compositores para criar "Red, White & You", uma música que exalta a beleza de garotas americanas. No dia 5 de janeiro de 2016, a música estreou em uma rádio norte-americana, mas seu lançamento oficial ocorreu apenas no dia 22 do mesmo mês - em plataformas como iTunes, Spotify e YouTube. Nos dias seguintes, Steven participou de diversos shows e programas de televisão, divulgando o novo single. Ele entrou em um link ao vivo de Nova Iorque durante o noticiário da CNN, foi entrevistado no The Late Show with Stephen Colbert e no programa de rádio de Howard Stern, além de cantar no festival iHeartCountry.

## Venda e desempenho nas paradas
Na semana de estreia, Red, White & You chegou à 57ª posição da Billboard Country Airplay, mas isso porque a canção ainda não havia sido liberada para compra ou para a transmissão das rádios em geral. Quase 20 dias depois, com o seu lançamento oficial, ela subiu duas posições no ranking, chegando à 55ª posição. Com o início das vendas, no iTunes ela estreou na 12ª colocação na lista country e em 51ª na lista geral.
| Parada          | Posição |
| --------------- | ------- |
| iTunes Country  | #12     |
| iTunes (geral)  | #51     |
| Country Airplay | #55     |